# 임경업
임경업(林慶業, 1594년 12월 13일(음력 11월 2일) ~ 1646년 8월 1일(음력 6월 20일))은 조선 중기의 무신으로 친명배청파(親明排淸派) 무장이었다.
본관은 평택(平澤). 자는 영백(英伯), 호는 고송(孤松)이다. 충청도 충주(忠州) 달천촌(達川村) 출생이다.(평안도 개천(价川)에서 태어났다는 기록도 있음) 판서(判書) 임정(林整)의 7대손이다.
충청도 충주에서 출생하여 지난날 한때 평안도 개천에서 잠시 유아기를 보낸 적이 있는 그는 1602년 충청도 충주 향리에 귀향하여 그 후 충청도 충주에서 줄곧 자랐고 1612년(19세 시절) 진사시에 합격 후 1618년(25세 시절) 2살 아래의 친아우 임사업(林嗣業)과 함께 때 무과에 급제하였으며, 1624년(인조 1) 이괄의 난 때에는 반란군을 토벌하여 1등 공신에 책록되었다. 1633년 청북 방어사 겸 영변부사에 등용되어 북방 경비를 튼튼히 하기 위해 의주에 있는 백마 산성을 다시 쌓았다. 당시 누르하치가 만주 대륙을 통일하여 나라 이름을 후금이라 칭하고 명나라와 조선에 싸움을 자주 걸어왔다. 후금의 소규모 부대가 국경을 넘어오자 이를 여러 번 격퇴하여 되돌려보냈다. 시호가 충민(忠愍)이다.
조선 조정 내 친명 인사의 한 사람으로, 명나라는 임진왜란 때 조선을 도와 주었으며, 임경업은 명나라를 위하여 오랑캐를 무찌르는 것으로 보답하여, 명나라와 가까운 사이가 되었다.

## 생애

### 병자호란 때까지
임경업의 아버지 임황은 당상관인 절충장군에까지 올랐으나, 임진왜란 이후 여러 번의 귀양살이 끝에 벼슬에서 물러났다. 임경업은 어릴 적부터 기상이 활달하고 용감하여 전쟁놀이를 좋아하였다. 그가 6세 때 골목에서 진을 치고 전쟁놀이를 하고 있는데, 어른들이 그의 진영을 밟고 지나가려고 하자, 임경업은 "안됩니다. 이 곳은 대장군이 지휘하는 진영이므로 아무도 지나갈 수 없습니다."라고 눈을 부릅뜨고 말하여 어른들을 놀라게 하였다고 한다. 또한 학문도 비상하여 글재주가 있었다.
어려서부터 용맹하여 말을 잘 타고 활을 잘 쏘아 1618년(광해군 10) 무과에 급제하였고, 1620년 소농보권관, 1622년 중추부첨지사를 거쳐 1624년(인조 2) 〈이괄의 난〉이 일어나자 관군에 응모 출전하여 정충신 휘하에서 머무르다가 안현(鞍峴) 싸움에서 이괄의 군대를 맞아 공을 세워 진무원종공신 1등에 올랐다.
그 후 우림위장·방답진첨절제사 등을 지내고, 1627년 정묘호란 때 좌영장으로 강화에 갔으나 이미 화의가 성립된 후였다. 1630년 평양중군으로 검산성(劒山城)과 용골성(龍骨城)을 수축하는 한편 가도(島)에 주둔한 명나라 도독 유흥치(劉興治)의 군사를 감시, 그 준동을 막았다. 1633년 청북방어사 겸 영변부사로 백마산성과 의주성을 수축했으며, 명나라에 반란을 일으킨 공유덕(孔有德) 등의 무리를 토벌하여 명나라로부터 벼슬을 받기도 하였다.
1634년 의주부윤으로 청북방어사를 겸임할 때 포로를 석방했다는 모함을 받고 파직되었다가 1636년 무혐의로 복직되었다.

### 대청 투쟁
1636년(인조 14년) 병자호란이 일어나자 의주부윤(義州府尹)으로서 백마산성에서 청나라 군대의 진로를 차단하고 원병을 청했으나, 김자점의 방해로 결국 남한산성까지 포위되었다. 1636년 병자호란 발발 직후 다시 여진족이 침입했다. 이때 그는 백마 산성에서 후금 군사들의 기세를 꺾어 놓았으나 적은 백마 산성을 피하여 서울로 공격해 들어왔기 때문에 조선은 제대로 싸움도 못해 보고 후금에 무릎을 꿇었다. 이 소식을 들은 임경업은 땅을 치며 통곡하였다.
그러나 청나라가 조선에 원병을 청하자, 자신의 뜻과는 달리 명나라와 싸움을 해야 했다. 그리하여 그는 명나라에게 사람을 보내 자신의 본심이 아님을 알리고, 이쪽의 전략을 알려주어 피해가 적도록 했다.(1637년 가도 정벌) 또 의주에 물자가 불안정하자 밀무역을 했는데 이를 계기로 인조는 임경업을 파직시킨다
1640년 안주목사 때 청나라의 명령으로 주사상장으로 금주위에 주둔 중인 명군을 공격하기 위해 출병한다. 어쩔 수 없이 출병하긴 하였으나, 다시 명군과 내통하여 의도적으로 선봉장을 피하고, 청나라 장수 심세괴를 선봉장에 나서게 하고 그 사실을 명군에 알려 섬세괴가 전사하도록 하기도 했다. 그러나 여러 차례 이런 일이 일어나던 중, 가도 주둔 명군의 지휘관인 도독 홍승주가 청나라에 투항하면서 이러한 사실이 알려져 체포되었다. 임경업은 청으로 압송되기 전 황해도 금교역(金郊驛)에서 탈출했고, 이에 청 태종은 임경업을 빌미로 조선 내 반청세력에 대한 소탕령을 내렸다. 조선에 더 머무르기 힘들게 된 임경업은 1643년 명나라로 망명하게 된다.
그러나 그는 청나라에 발각되어 붙잡히게 되자 탈출하여 끝끝내 승려 행세로 변복을 하고 명나라로 건너간다.
1643년 명나라로 망명하여 명나라의 총병이 되어 청나라를 공격하였다. 명나라 등주 도독 황룡을 통해 숭정제에게 부총병의 직위를 하사받고 청나라 정벌을 준비하게 되었다. 그러나 정벌 준비 중 청군이 북경을 함락하고 도르곤이 산해관에 입성하자 황룡은 겁을 먹고 도망쳤고, 중군을 이끌던 마등홍이 대신 전군을 영솔하고 임경업과 함께 석성에 주둔하였다. 그러나 대세는 이미 기울어져 명나라 숭정제가 목매어 자결하였고, 천도한 남경마저 함락되어 정세가 바뀌자 마등홍 역시 청에 항복하였다. 임경업도 도망가려 하였으나 체포되어 북경으로 압송되었다. 청 태종은 임경업을 설득하여 자신의 부하로 삼으려고 했다고 한다. 그러나 임경업은 끝내 이를 거부하였다.

### 송환과 사형
그는 청나라의 포로가 되어 심양으로 호송되었다. 이때 국내에서 좌의정 심기원의 모반에 임경업이 연루되었다는 소문이 돌았다. 심기원이 자백을 했다는 것이다. 이 보고를 접한 1646년 인조는 임경업을 심문하기 위해 임경업의 환국을 요청했고, 순치제는 그를 내주었다.
조선에 돌아온 그는 친청파 인사인 김자점의 비판과 죄를 주어야 된다는 여론에 의해 죽었다.
1646년 6월 17일(인조 24년 6월 17일) 인조의 친국 과정에서 심기원과는 아무런 관련 사항이 없다는 사실이 점차 분명해지자 임경업을 시기한 김자점이 나라를 배신하고 남의 나라에 들어가 국법을 위반했다며, 형리들을 시켜 장살(杖殺)시켜 버렸다.

### 사후
사후 그를 죽음으로 몰고 간 김자점도 몰락하고, 북벌론을 주장하던 송시열, 윤휴 등이 집권하였으나 청나라의 비위를 거슬리는 것을 두려워하여 그의 신원, 복권 주장은 번번히 묵살되었다.
1697년(숙종 23) 복관(復官)되었으며, 충주 충렬사(忠烈祠), 선천의 충민사 등에 배향되었다. 1726년(영조 2년)에 호서지방 사람들이 충렬사(忠烈社)를 세웠고, 이듬해(영조 3년)에 조정에서 사액(賜額)을 내리고 관리를 보내어 제사를 지냈다. 1791년(정조 15년)에는 왕이 친히 글을 지어 비석에 새겨 전하게 하였으니 “어제달천충열사비”이다. 1978년 충렬사는 정부의 특별지원으로 성역화되었다.
그의 무용담을 소재로 한 구전 소설 임경업 전 등이 있다. 시호는 충민이다.

## 가계
- 아버지:임황

## 등장 작품
- 《대명》 (KBS, 1981년~1981년, 배우:백일섭)
- 《남한산성》 (MBC, 1986년~1987년, 배우:최상훈)

## 일화
- 임경업은 죽기 직전 “천하의 일이 아직도 끝나지 않았는데 나를 죽이는 것은 큰 일을 그르치는 것이 아니냐?”라고 외치며 한 많은 생을 마쳤으니 그의 나이 53세였다. 이 소식을 들은 왕은 “그대여, 나는 죽이려 하지 않았는데 어찌하여 갑자기 세상을 떠났느냐?”라고 탄식을 금치 못했다 한다.
- 임경업을 모함하여 때려죽인 김자점도 얼마 못가 역모를 꾸미려다가 발각되어 피살되었다.
- 임경업이 금교역에서 탈출한 이후 청나라에서는 그의 부인을 심양으로 끌고 가서 고문했다. 그러나, 임경업의 부인은 “우리 주인은 대명(大明)의 충신이요, 나는 그 충신의 아내이다. 오랑캐의 옥중에서 욕을 보며 남편의 충절을 욕보일 수가 있는가?”라고 하며 품에서 칼을 꺼내어 자결을 했다고 전해진다.

## 설화
- 임경업의 억울한 죽음에 대한 민중의 보상심리로 영웅의 죽음을 부정하고 민중의 역사인식이 반영하여 전설이나 설화 혹은 민담으로 영웅적인 모습과 신격화에 한 몫을 하고 있다. 민간에서는 임경업 장군신이 흔히 잡귀를 쫓아내고, 병을 낫게 하며, 무병장수와 안과태평을 가져다 준다고 믿으며 무당들의 수호신 역할을 하고 있다. 박수(남자무당)는 무신도 형태로 임경업 장군신을 모시며, 만신(여자무당)은 임경업 장군신의 상징으로 ‘고비전’이라 하여 종이를 오려 만든 것을 신당의 벽에 걸기도 한다.
- 임경업 설화는 전국적으로 전승되고 있는데, 조선 후기 병자호란 후 연평도를 지나던 임경업 장군이 '살'을 이용한 조기잡이 방법을 전수하였다는 전설이 전해진다.[4]

## 같이 보기
- 이괄의 난
- 병자호란
- 정묘호란
- 임경업전
- 김자점
- 북벌론
- 송시열
- 윤휴
- 허적
- 이괄
- 한명련
- 강홍립
- 최명길
- 충민공임경업장군숭모회
- 한국의 역사